# Basilique-cathédrale Notre-Dame-de-l'Assomption de Santiago de Cuba
Cette  cathédrale et basilique n’est pas la seule cathédrale Notre-Dame-de-l'Assomption ni la seule basilique Notre-Dame-de-l'Assomption.
La basilique-cathédrale Notre-Dame-de-l'Assomption (en espagnol : Catedral Basílica de Nuestra Señora de la Asunción), également appelé la cathédrale de Santiago de Cuba,, est une cathédrale catholique romaine et une basilique mineure en Santiago de Cuba, dans l'est de Cuba. Elle est le siège de l'archidiocèse de Santiago de Cuba. La cathédrale donne sur le parc Céspedes, sur lequel donne aussi l'hôtel Casa Granda et la mairie de la ville. Entre autres éléments, sa façade a deux sculptures en marbre.
La première église de Santiago a été construite en 1514, au début de la colonisation espagnole de Cuba. Il s’agissait d'une petite chapelle rudimentaire, dédiée à sainte Catherine. En 1522, cette église paroissiale, appelé Ermita de Santa Catalina, a été élevée au rang de cathédrale par le pape Adrien VI. Sa construction fut achevée en 1526, mais les continuels séismes de la ville ont occasionné sa destruction en 1678, 1766, 1852 et 1932. En 1882, elle a reçu le titre de basilique mineure du Saint-Siège. Elle est devenue monument national en 1958.